# Fíliposz Karvelász
Fíliposz Karvelász (görögül: Φίλιππος Καρβελάς; Athén, 1877 – Athén, 1952. november 7.) olimpiai bronzérmes görög tornász.
Az 1896. évi nyári olimpiai játékokon indult tornában, a csapat korlát számban, és bronzérmes lett három másik társával együtt.
Indult még egyéni korlátgyakorlatban is, de ebben a számban nem nyert érmet.